# Emilie van Kerckhoff
Emilia Maria Francisca (Emilie) van Kerckhoff (Zwolle, 26 januari 1867 - Blaricum, 24 oktober 1960) was een Nederlands tekenares, aquarelliste en illustratrice.

## Leven en werk
Van Kerckhoff werd in 1867 in Zwolle geboren als dochter van mr. Henricus Emilius Carolus van Kerckhoff, rechter, en Emilia Antonia Henrica van Dooren. Zij werd als beeldend kunstenaar opgeleid aan de Academie van Beeldende Kunsten in Den Haag. In 1898 vestigde zij zich met haar partner, de beeldhouwster Saar de Swart, in Laren in Het Gooi. Beiden verbonden zich als artistiek medewerksters aan 't Binnenhuis. Eind 1901 verlieten zij samen met enkele andere kunstenaars uit onvrede dit kunstatelier. In 1918 vertrokken zij naar het Italiaanse eiland Capri, waar zij vele jaren woonden en werkten.
Van Kerckhoff maakte reizen naar diverse Noord-Afrikaanse en Aziatische landen. Haar indrukken verwerkte zij in tekeningen en illustraties die ze opnam in door haar uitgebrachte publicaties. Ze gaf op deze manier een beeld weer van het alledaagse leven op Java en Bali en in Japan, India en Egypte. Daarnaast tekende en schilderde zij ook bloemen, vogels en vlinders. Na het overlijden van haar levenspartner Saar de Swart in 1951 keerde zij in 1954 terug naar Nederland. Zij overleed in oktober 1960 op 93-jarige leeftijd in haar woonplaats Blaricum.